# Craig Nicholls
Craig Nicholls (Sydney, 31 agosto 1977) è un cantante, compositore e chitarrista australiano, leader del gruppo alternative rock The Vines.
Ha fondato i The Vines nel 1996 insieme al suo amico Patrick Mattews, dove inizialmente si chiamavano i Rishikesh.
È un fan dei Beatles e dei Nirvana, infatti la sua band è influenzata dal rock sia degli anni sessanta che degli anni novanta. Tra le altre sue influenze compaiono infatti Led Zeppelin, Deep Purple, Alice in Chains, Soundgarden, Sex Pistols, Black Flag, Jon Spencer Blues Explosion, Pennywise e Blue Cheer.
Craig Nicholls ha la Sindrome di Asperger, una particolare organizzazione neurologica legata all'autismo. Ciò può spiegare in parte gli incidenti accaduti all'Annadhale Hotel di Sydney, dovuti alla sua aggressività, ma il medico di Nicholls gli ha interdetto il consumo di marijuana, la quale aumentava il rischio di effetti collaterali dei farmaci.